# El Sueño de Morfeo (album)
El sueño de Morfeo – pierwszy album studyjny hiszpańskiej formacji El Sueño de Morfeo. Premiera płyty odbyła się 3 marca 2005 roku, a 9 września 2006 roku została wydana reedycja płyty wzbogacona o płytę DVD. Album zdobył podwójną platynę: sprzedał się w ilości 80 tys. kopii w Hiszpanii oraz 150 tys. na całym świecie.
Po wydaniu albumu, grupa została nominowana w 2005 roku w konkursie MTV Europe Music Awards w kategorii „Najlepszy artysta hiszpański”. Przegrali z grupą El Canto del Loco. Zdobyli jednak nagrodę podczas Anuario de la Musica de Asturias (AMAS), którą wręczyła im muzyczna społeczność Asturii.

## Lista utworów
Wszystkie utwory zostały napisane i skomponowane przez El Sueño de Morfeo.
| Nr  | Tytuł                 | Czas |
| --- | --------------------- | ---- |
| 1.  | „Somos Aire”          | 3:39 |
| 2.  | „Ojos de Cielo”       | 4:14 |
| 3.  | „Okupa de Tu Corazón” | 3:43 |
| 4.  | „Rendida a Tus Pies”  | 3:05 |
| 5.  | „Hoy Me Ire”          | 3:16 |
| 6.  | „Esta Soy Yo”         | 4:19 |
| 7.  | „Nunca Volverá”       | 3:14 |
| 8.  | „Cosas Que Diran”     | 3:31 |
| 9.  | „Puede”               | 3:14 |
| 10. | „A Paso de Tortuga”   | 4:01 |
| 11. | „Amor de Sal”         | 2:51 |
| 12. | „Un Dia de Aquellos”  | 3:30 |